# Галецкие
Галецкие — казацко-старшинский, впоследствии дворянский род, происходящий от шляхтича Якова Галецкого, который жил во 2-й половине 17 в.
Его потомки занимали значительные места среди старшинской элиты Гетманщины. Старший из сыновей — Семён Яковлевич (г.р. неизв. — 1738) — стародубский полковой есаул (1707-12), сотник погарский (1712-22), новгород-северский (1722-23) и стародубский (1724-34). Был сторонником П. Л. Полуботка, находился под арестом в Санкт-Петербурге (1723-25). В 1734 году избран генеральным бунчужным. Сын Семена — Пётр Семёнович (г.р. неизв. — 1754) — стародубский полковой сотник (1734-38) и гадяцкий полковник (1738-54). Младший брат Семёна — Леонтий Яковлевич (г. р. неизв. — 1741) — бакланский сотник (1727-28). Другие представители рода служили бунчуковыми товарищами. Род внесен в 1-ю часть Родословных книг Черниговской губернии.
Существуют и другие одноимённые благородные роды, внесённые в родословную книгу Виленской, Волынской, Гродненской, Киевской и Подольской губерний.